# Jonas Gladnikoff

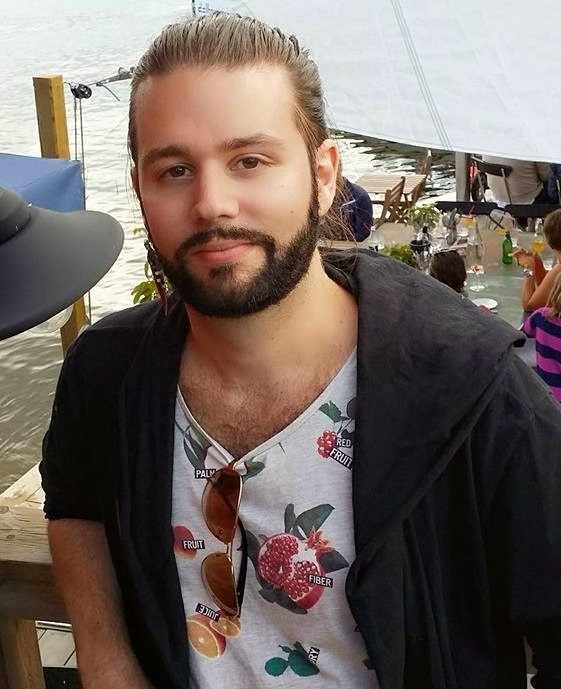
Jonas Gladnikoff em Moscovo

Jonas Gladnikoff é um compositor de Estocolmo, Suécia. Ele tem escrito várias canções para cantores de vários pontos da Europa, mas é mais conhecido pelas participações no Festival Eurovisão da Canção e em várias pré-selecções nacionais. Em 2009 co-escreveu a canção que representou a Irlanda, "Et Cetera", cantada por Sinéad Mulvey & Black Daisy em Moscovo, Rússia.
No Festival Eurovisão da Canção 2010 escreveu novamente a participação irlandesa. A canção, "It's for you", foi cantada pela cantora vencedora do Eurovisão 1993, Niamh Kavanagh.
Entre todas as suas participações nas pré-selecções nacionais para o Festival Eurovisão da Canção, Gladnikoff é melhor conhecido por ter sido co-escritor do segundo classificado no Dansk Melodi Grand Prix 2009, a final dinamarquesa, com a canção "Someday", cantada pela cantora islandesa Hera Björk.. Esta canção tornou-se um grande hit e venceu o OGAE Second Chance Contest 2009]], para a Dinamarca.
Registe-se também a sua participação no Festival RTP da Canção em 2011, como um dos compositores da canção "Tensão", interpretada por Filipa Ruas e com letra da intérprete e de Pedro Sá.

## Participações nas pré-selecções nacionais para o Eurovisão
- "Po dhe jo" por Ingrid Jushi (Albânia 2006), eliminada (Meia-final)
- "Open your eyes" por Charlene & Natasha (Bulgária 2007), eliminada(Meia-final)
- "I will survive without you" por Edgaras Kapocious (Lituânia 2007), 10º lugar (Quartos-de-final)
- "Someday" por Hera Björk (Dinamarca 2009), 2º lugar
- "Et Cetera" por Sinéad Mulvey & Black Daisy (Irlanda 2009), 1º lugar
- "Tonight" by Kafka & Ruta (Lithuania 2010), 4º lugar (Meia-final)
- "It's for You" por Niamh Kavanagh (Irlanda 2010), 1º lugar
- "Topsy Turvy" by J.Anvil (Malta 2011)
- " " by Nikki Kavanagh (Irlanda 2011)
- "Tensão" por Filipa Ruas (Portugal 2011)
- "Away" (Spain 2011)
- "Backwards Turning" (Espanha 2011)

## Participações na Eurovisão
- "Et Cetera" por Sinéad Mulvey & Black Daisy (Festival Eurovisão da Canção 2009), 11º lugar (Meia-final)
- "It's for You" por Niamh Kavanagh (Festival Eurovisão da Canção 2010), 23º lugar (Final)